# Arturo Carrari
Arturo Carrari (Provincia di Modena, 1867 – 1935) è stato un regista cinematografico e produttore cinematografico italiano.
Fu uno dei pionieri del cinema muto del Brasile.

## Biografia
Nel 1911 Arturo emigra in San Paolo  e molto presto fa parte dei pionieri della produzione cinematografica con altri neo immigranti italiani come Guelfo Andalo, Gilberto Rossi, Achille Tartari, Francesco Madrigano, Nino Ponti, Nicola Tartaglione e il produttore e attore Vittorio Capellaro. Nel 1919 si associa con Gilberto Rossi . Insieme, realizzano O crime de Cravinhos un film tradizionale basato su fatti reali. Il crimine in questione coinvolge persone importanti e del mondo politico. Il giorno dell'uscita del film la polizia invade la sala e sequestra il film. Carrari e Rossi fanno un processo e possono ricuperare il film. Grazie a questo scandalo il film è stato un gran successo, anche finanziariamente.
Nel 1923 realizza Os Milagres de Nossa Senhora da Penha ossia A Virgem da Penha e seus Milagres con Nina Carrari e Olga Navarro.
Arturo Carrari ha inoltre fondato una scuola cinematografica, la "Escola de Artes Cinematográficas Azzurri", in San Paolo.
Suo figlio, José, è anche un produttore e regista per il cinema.

## Filmografia

### Regista e Produttore
- Os Milagres de Nossa Senhora da Aparecida (1916)
- 24 Horas na Vida de Uma Mulher Elegante (1920)
- O Crime de Cravinhos (1920)
- Um Crime no Parque Paulista  (1921)
- Amor de Filha (1922)
- O Furto dos 500 Milhões de Réis  (1922)
- Os Milagres de Nossa Senhora da Penha (1923)
- Manhãs de Sol (1925)
- Amor de Mãe (1927)
- Anchieta Entre o Amor e a Religião (1932)

### Attore
- O trem da morte, di José de Picchia (1924)